# Walt Dropo
Walter Dropo (Nacido el 30 de enero de 1923 en Moosup, Connecticut y fallecido el 17 de diciembre de 2010 Peabody, Massachusetts), apodado "Moose", fue un jugador de baloncesto en su época universitaria y jugador profesional de béisbol. Durante sus 13 años de carrera en la Major League Baseball, jugó para los Boston Red Sox (1949–1952), Detroit Tigers (1952–1954), Chicago White Sox (1955–1958), Cincinnati Redlegs (1958–1959) y Baltimore Orioles (1959–1961).
- Datos: Q4017859
- Multimedia: Walt Dropo / Q4017859